# Татарський провулок (Київ)
Тата́рський прову́лок — провулок в Шевченківському районі міста Києва, місцевість Татарка. Пролягає від Половецької вулиці до Печенізької вулиці. 
Прилучається Татарська вулиця.

## Історія
Татарський провулок відомий, як і Татарська вулиця, під сучасною назвою з 60-х років XIX століття. Назва походить від тюркського народу народ татар, що є корінним народом Волго-Уральського регіону. У 80 — 90-х роках XX століття стару забудову у Татарському провулку ліквідовано. До провулку приписано лише один житловий будинок — багатоповерхівку серії КТ (1992 рік), а також будівлю школи № 139.

## Важливі установи

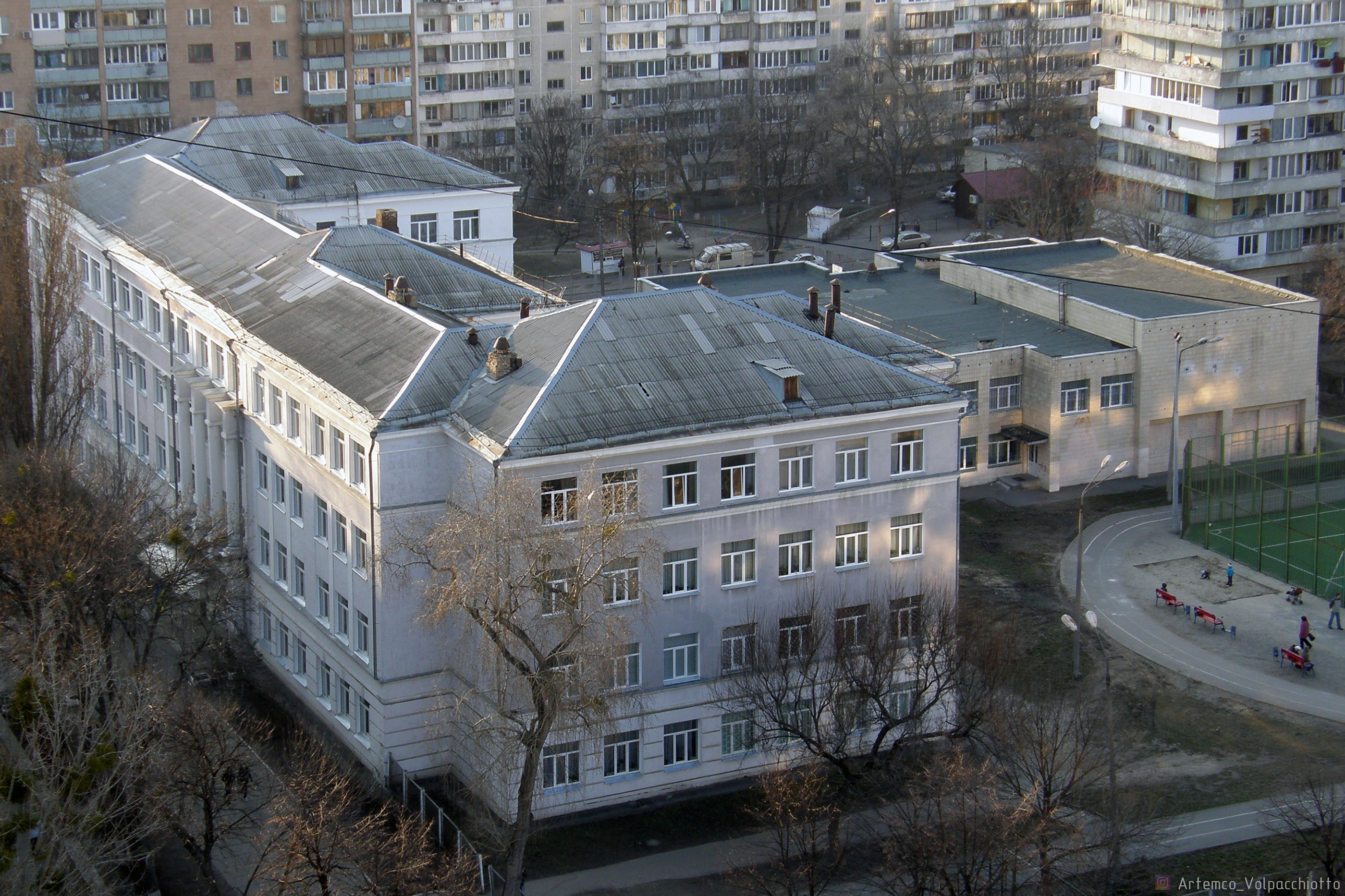
школа № 139, 1937 р., типовий проєкт

- Загальноосвітня школа № 139 (буд. № 1)